# Sikorsky UH-60 Black Hawk
Sikorsky UH-60 Black Hawk er en mellemstor bredt anvendelig helikopter med dobbeltturbine og enkel hovedrotor. Den er i brug i militæret i mere end 20 lande, heriblandt USA, Australien, Israel og Østrig.
UH-60 kan bruges til mange forskellige opgaver, bl.a. taktisk transport, elektronisk krigsførelse og evakuering af sårede. UH-60 blev konstrueret for at erstatte Bell Bell UH-1 Iroquois i 1972 og blev sat ind i tjeneste i 1979.

## Udgaver
- SH-60 Seahawk - Multimission maritime helikopter
- HH-60 Pave Hawk – til redningsaktioner på landjorden samt væbnet redningshelikopter (combat SAR).
- HH-60J Jayhawk – US Coast Guards søredningshelikopter.
- Sikorsky MH-60R Seahawk – maritim rednings- og antiubådsudgave.
- S-70A Firehawk – civil udgave til brandslukning, bl.a. med en større vandtank til slukning af skovbrande.